# Timor
Timor é uma ilha da Insulíndia, politicamente repartida em duas metades: Timor Ocidental (ou Sonda Oriental), que constitui uma província da Indonésia, e Timor-Leste, outrora uma colónia portuguesa, proclamou unilateralmente a sua independência no dia 28 de novembro de 1975, foi mais tarde ocupada e anexada pela Indonésia em 7 de dezembro de 1975, e que restaurou a sua independência no dia 20 de maio de 2002.
Em Timor-Leste a língua portuguesa é falada por cerca de 5% da população. A língua tétum predomina e é língua cooficial, junto com o português.
A história da criação de Timor baseia-se na figura de um crocodilo.